# Слатинско антично селище
Слатинското антично селище (на гръцки: Ελληνιστική και ρωμαϊκή οικισμός Χρυσής) е археологически обект край мъгленското село Слатина (Хриси), Гърция.
Селището е разположено на хълма непосредствено южно от Слатина. В югоизточната му част има находки от желязната епоха. Античното – елинистическо и римско селище, вероятно е свързано с античния град Алорос, идентифициран с Рудинското кале, веднага на югоизток от селището, през река Мъгленица (Могленицас).
В 2000 година е обявено за защитен археологически паметник.